# Матвеева, Валентина Егоровна
Валенти́на Его́ровна Матве́ева (13 января 1935, село Пречистая Гора, Ивановская Промышленная область — 17 марта 2023, Орехово-Зуево) — прядильщица Ореховского хлопчатобумажного комбината имени Николаевой Министерства лёгкой промышленности РСФСР, Московская область. Герой Социалистического Труда (09.06.1966).

## Биография
Родилась 13 января 1935 года в селе Пречистая Гора (ныне — Владимирской области).
Окончив семилетнюю школу и получив средне-техническое образование, в 1952 году поступила в школу ФЗУ Ореховского хлопчатобумажного комбината, которую окончила по специальности «прядильщица». Работала на прядильной фабрике № 2, через некоторое время стала бригадиром комсомольско-молодёжной бригады.
За выдающиеся заслуги в выполнении заданий семилетнего плана и достижение высоких технико-экономических показателей по производству тканей, трикотажа, обуви, швейных изделий и другой продукции была удостоена звания Герой Социалистического Труда и награждена Орденом Ленина.
Позже Валентина Егоровна стала работать инструктором производственного обучения. Её трудовой стаж на прядильной фабрике № 2 Ореховского хлопчатобумажного комбината составил более 40 лет.
Являлась заместителем председателя ветеранской организации Ореховского ХБК.
Удостоена звания Почётный гражданин города Орехово-Зуево.
Скончалась 17 марта 2023 года на 89-м году жизни.

## Награды
Имеет следующие награды:
- Герой Социалистического Труда (09.06.1966)
- Орден Ленина (1966)
- Почётный гражданин города Орехово-Зуево (11.01.1985)